# Thalgau

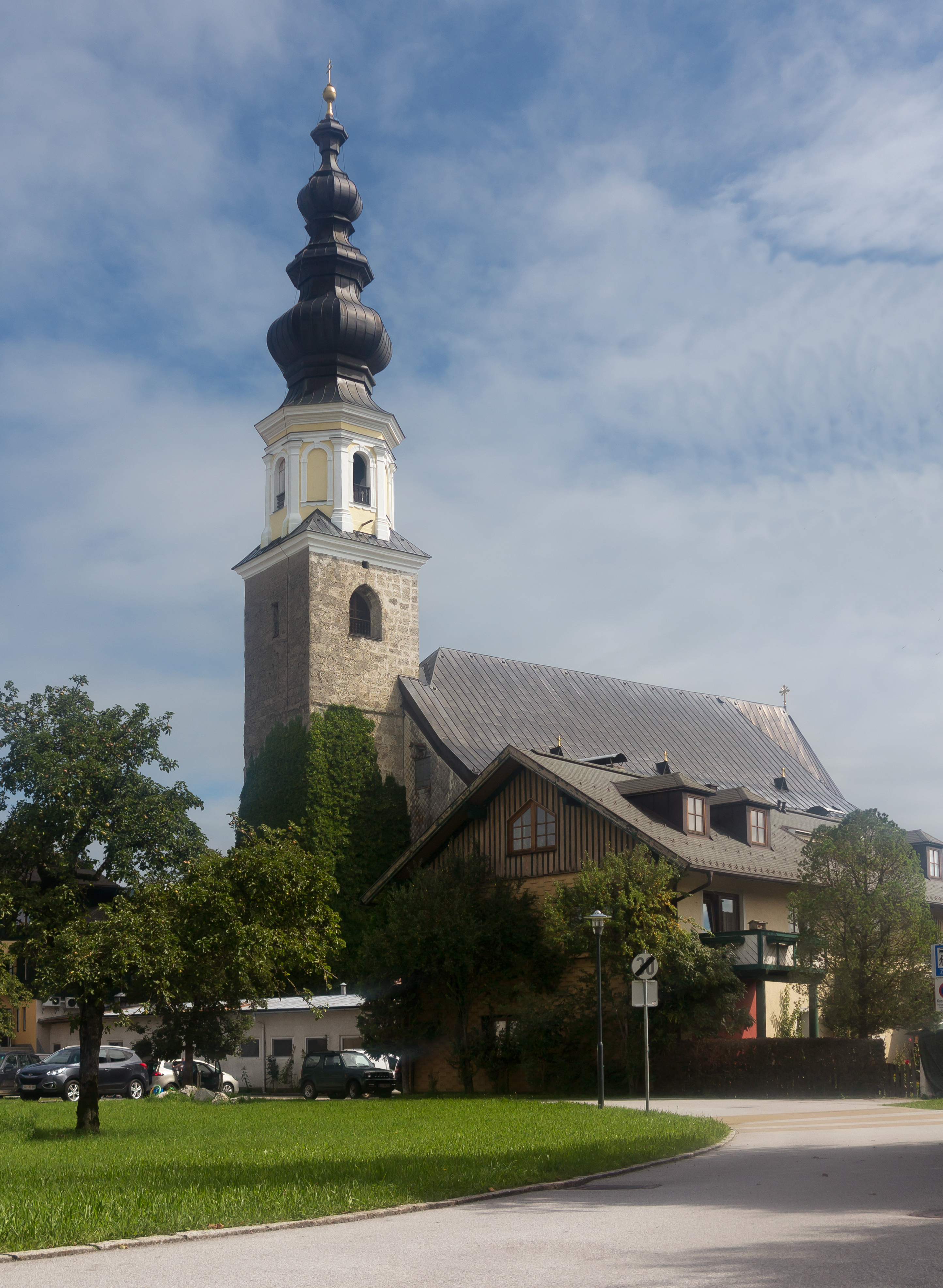
Thalgau, kerk: Katholische Pfarrkirche Sankt Martin

Thalgau is een gemeente in de Oostenrijkse deelstaat Salzburg, gelegen in het district Salzburg-Umgebung. De gemeente heeft ongeveer 5200 inwoners.

## Geografie
Thalgau heeft een oppervlakte van 48.17 km². De gemeente ligt in het middennoorden van Oostenrijk, dicht bij de grens met de Duitse deelstaat Beieren.
Anif · Anthering · Bergheim · Berndorf bei Salzburg · Bürmoos · Dorfbeuern · Ebenau · Elixhausen · Elsbethen · Eugendorf · Faistenau · Fuschl am See · Großgmain · Göming · Grödig · Hallwang · Henndorf am Wallersee · Hintersee · Hof · Koppl · Köstendorf · Lamprechtshausen · Mattsee · Neumarkt am Wallersee · Nußdorf am Haunsberg · Oberndorf bei Salzburg · Obertrum · Plainfeld · Schleedorf · Seeham · Seekirchen am Wallersee · St. Georgen bei Salzburg · St. Gilgen · Straßwalchen · Strobl · Thalgau · Wals-Siezenheim
- Gemeinsame Normdatei: 4419231-9
- MusicBrainz: 8be5588e-ddfc-468c-abe8-d48613eb19d0
- Nationale Bibliotheek van Tsjechië: xx0324689
- Virtual International Authority File: 246943268
- WorldCat: E39PCjG9jffQYxchF4W4wgG3pP